# 小西灣道

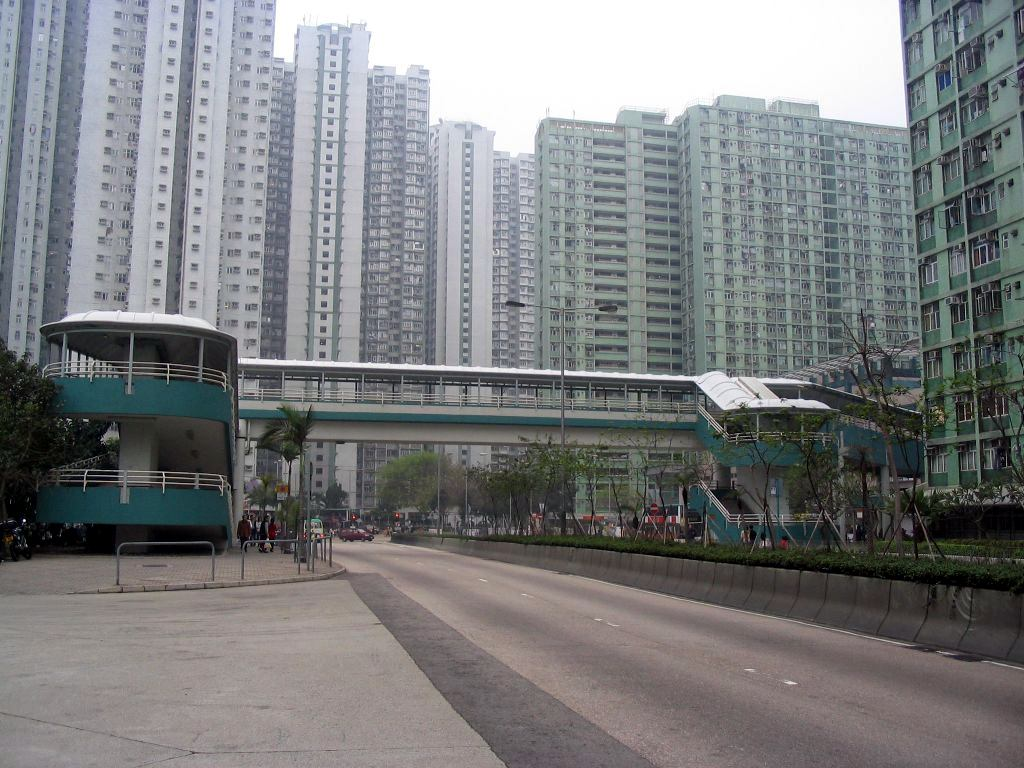
小西灣道近小西灣邨一帶

小西灣道（英語：Siu Sai Wan Road），是香港一條街道，位於香港島東區小西灣。小西灣道全程是平路，雙向行車。小西灣道形狀似橫放的馬鞍，沿途經過小西灣各主要區域。小西灣道兩端都連接柴灣東部，其中一端在西面連接柴灣新業街以南的一段，而另一端則接駁柴灣道的東端。這條道路是由1989年至2000年期間分段建成，是因為要跟政府在小西灣規劃及發展進程同步，一共花了十多年時間才完全建成。
小西灣道有兩個巴士總站，一個在北面藍灣半島地下，是公共交通總站。另一個是露天的巴士總站，在小西灣邨商場。
小西灣道是小西灣最重要的道路，是前往柴灣和港九各區的必經之路。所有往來小西灣的巴士，都會行經小西灣道。

## 鄰近
- 小西灣運動場
- 藍灣半島（基座為藍灣廣場）
- 富景花園
- 富怡花園
- 富怡道
- 富欣花園
- 富欣道
- 柴灣道
- 柴灣游泳池及公園
- 曉翠街
- 中華基金中學
- 培僑小學
- 福建中學（小西灣）
- 漢華中學
- 小西灣市政大樓
- 小西灣街市

## 交匯道路
- 柴灣道
- 新業街
- 曉翠街
- 富欣道
- 富怡道
- 富怡道
- 富欣道
- 富康街
- 新業街
- 安業街

## 交通
- 新巴
- 城巴
- 九巴
- 小巴

## 外部参考
- 小西灣道地圖 （页面存档备份，存于）